# Hungária-tagok listája
Ez a szócikk a Hungária együttes felállásait sorolja fel, az általuk készített felvételekkel együtt.

## Alkalmi összeállások
- 1989-ben a Budapest Sportcsarnokban egy koncertet adott a „Beatles”-Hungária Fenyő Miklós (ének, ritmusgitár), Sipos Péter (basszusgitár, ének), Szikora Róbert (dob, ütőhangszerek, ének), Fekete Gyula (billentyűs hangszerek, ütőhangszerek, ének) felállásban, vendégként Laár Andrással (gitár, ének) kiegészülve.
- 1995-ben egy Népstadion-koncert, egy turné és új stúdióalbum erejéig összeállt az 1980–82 közötti felállás (Fenyő Miklós, Dolly, Fekete Gyula, Kékes Zoltán, Novai Gábor, Szikora Róbert). A Népstadionban két dalban közreműködött Flipper Öcsi és Zsoldos Dedy is.
- 1997-ben (?) egy televíziós fellépésen a Csavard fel a szőnyeget című dalt játszotta el az 1968-as „ős-”Hungária: Fenyő Miklós, Csomós Péter, Klein László, Matlaszkovszky Miklós, Tóth József.
- 2005-ben Fenyő Miklós margitszigeti koncertjén ugyancsak színpadra állt az „ős”-Hungária.